# Vajnory
Vajnory (deutsch Weinern, ungarisch Pozsonyszőllős (bis 1907 Szőllős)) ist ein Stadtteil im Nordosten Bratislavas, am Fuße der Kleinen Karpaten gelegen.

## Beschreibung und Geschichte
Der slowakische Name leitet sich vom deutschen Namen ab. Unter dem slawischen Namen Prača bzw. Pračany, der sich auch in seinem früheren ungarischen Namen Prácsa widerspiegelt, wurde der Ort 1237 zum ersten Mal urkundlich erwähnt. Er war, wie auch das angrenzende Rača, über die Jahrhunderte eine vom Weinbau geprägte Gemeinde. Von 1851 an war diese eigenständig, bis sie 1946 schließlich zu einem Stadtteil Bratislavas wurde.
Bis 2007 wurde auf dem Gebiet Vajnorys ein Flugplatz betrieben.

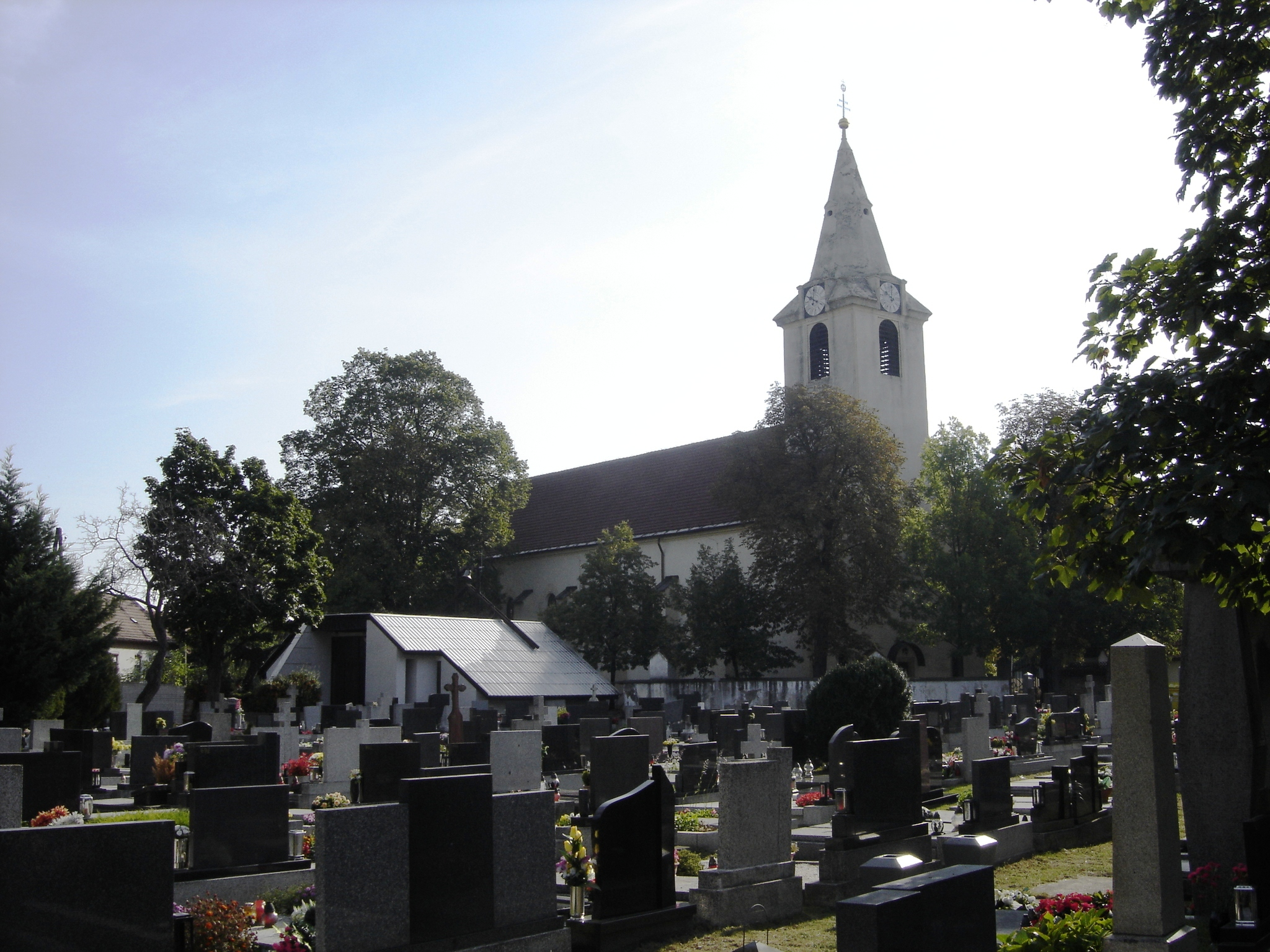
Kirche und Friedhof in Vajnory
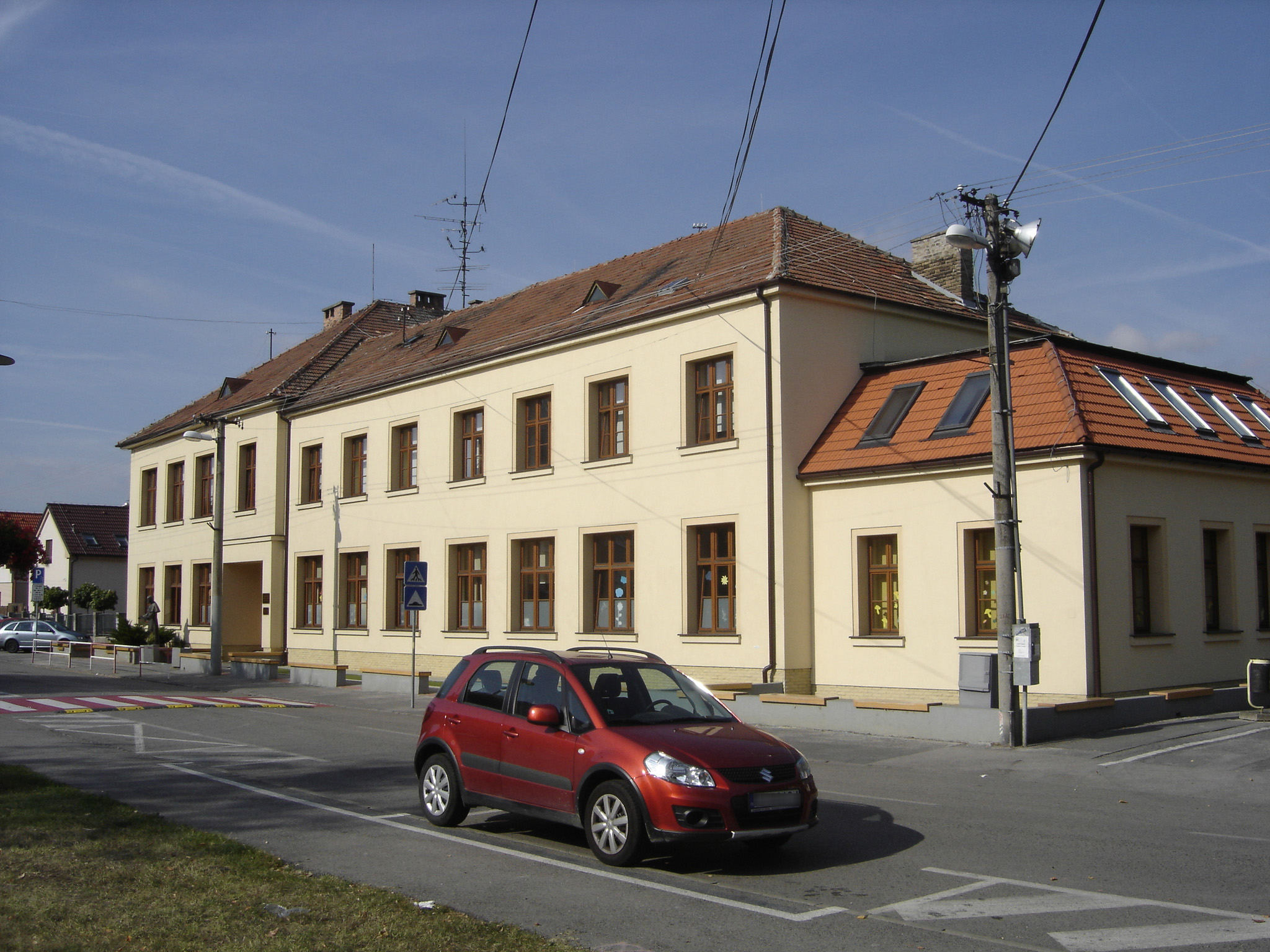
Eine der beiden Grundschulen mit Kindergarten in der Straße der Freiheit

## Bevölkerung
Nach der Volkszählung 2011 wohnten im Stadtteil Vajnory 5053 Einwohner, davon 4576 Slowaken, 58 Magyaren, 44 Tschechen, sieben Polen, sechs Deutsche, jeweils fünf Bulgaren und Ukrainer, jeweils vier Mährer und Russinen, drei Roma, zwei Russen und ein Kroate. 68 Einwohner gaben eine andere Ethnie an und 270 Einwohner machten keine Angabe zur Ethnie.
2997 Einwohner bekannten sich zur römisch-katholischen Kirche, 172 Einwohner zur Evangelischen Kirche A. B., 26 Einwohner zur griechisch-katholischen Kirche, 23 Einwohner zur orthodoxen Kirche, 13 Einwohner zur reformierten Kirche, jeweils 10 Einwohner zu den Zeugen Jehovas und zur evangelisch-methodistischen Kirche, neun Einwohner zu den christlichen Gemeinde, fünf Einwohner zu den Siebenten-Tags-Adventisten, vier Einwohner zu den Mormonen, drei Einwohner zur Brüderbewegung sowie jeweils ein Einwohner zur Bahai-Religion, zur jüdischen Gemeinde und zur tschechoslowakischen hussitischen Kirche. 62 Einwohner bekannten sich zu einer anderen Konfession, 1187 Einwohner waren konfessionslos und bei 529 Einwohnern wurde die Konfession nicht ermittelt.

## Söhne und Töchter
- Titus Zeman (1915–1969), römisch-katholischer Ordensgeistlicher und Märtyrer